# Večelkov
Večelkov este o comună slovacă, aflată în districtul Rimavská Sobota din regiunea Banská Bystrica. Localitatea se află la altitudinea de 292 m deasupra n.m., se întinde pe o suprafață de 5,34 km2 și în 2017 număra 231 de locuitori.

## Istoric
Localitatea Večelkov este atestată documentar din 1548.

## Demografie
| An:                | 1994 | 2004    | 2014    | 2024   |
| ------------------ | ---- | ------- | ------- | ------ |
| Număr de persoane: | 347  | 289     | 244     | 221    |
| Diferență:         |      | −16,71% | −15,57% | −9,42% |

| An:                | 2023 | 2024   |
| ------------------ | ---- | ------ |
| Număr de persoane: | 214  | 221    |
| Diferență:         |      | +3,27% |